# Paardensport op de Olympische Zomerspelen 1992
Paardensport is een van de sporten die beoefend werden tijdens de Olympische Zomerspelen 1992 in Barcelona. Er werden in Barcelona zes onderdelen afgewerkt in drie categorieën, met telkens een individueel onderdeel en een onderdeel voor landenteams: de military, de dressuur en het springconcours.
Nederland won eenmaal goud en tweemaal zilver bij dit onderdeel van de Spelen. De gouden medaille werd gewonnen door de ruiterequipe op het springconcours. De twee zilveren medailles werden respectievelijk gewonnen door Piet Raijmakers bij het springconcours individueel met zijn paard Ratina Z en door het dressuurteam.
In het medailleklassement eindigde Nederland als vijfde.
België behaalde geen medailles op deze Spelen bij de paardensport.

## dressuur

### individueel
| rang   | sporter               | paard           | land | score |
| ------ | --------------------- | --------------- | ---- | ----- |
| Goud   | Nicole Uphoff         | Rembrandt       | GER  | 1626  |
| Zilver | Isabell Werth         | Gigolo          | GER  | 1551  |
| Brons  | Klaus Balkenhol       | Goldstern       | GER  | 1515  |
| 4      | Anky van Grunsven     | Olympic Bonfire | NED  | 1447  |
| 5      | Kyra Kyrklund         | Edinburgh       | FIN  | 1428  |
| 6      | Carol Lavell          | Gifted          | USA  | 1408  |
| 7      | Pia Laus              | Adrett          | ITA  | 1389  |
| 8      | Elisabeth Max-Theurer | Liechtenstein   | AUT  | 1380  |

### team
| rang   | sporter                                                                         | paard                                                           | land | score               | totaal |
| ------ | ------------------------------------------------------------------------------- | --------------------------------------------------------------- | ---- | ------------------- | ------ |
| Goud   | Nicole Uphoff Isabell Werth Klaus Balkenhol Monica Theodorescu                  | Rembrandt Gigolo Goldstern Grunox                               | GER  | 1768 1762 1694 1676 | 5224   |
| Zilver | Anky van Grunsven Ellen Bontje Tineke Bartels Annemarie Sanders-Keyzer          | Olympic Bonfire Olympic Larius Olympic Courage Olympic Montreux | NED  | 1631 1577 1534 1436 | 4742   |
| Brons  | Carol Lavell Charlotte Bredahl Robert Dover Michael Poulin                      | Gifted Monsieur Lectron Graf George                             | USA  | 1629 1507 1495      | 4643   |
| 4      | Tinne Wilhelmsson Ann Behrenfors Annica Westerberg Eva-Karin Oscarsson Göthberg | Caprice Leroy Taktik Lille Claus                                | SWE  | 1522 1514 1501 1460 | 4537   |
| 5      | Anne van Olst Anne Grethe Törnblad Lene Hoberg Bent Jensen                      | Chevalier Ravel Bayard Ariston                                  | DEN  | 1542 1540 1451 1411 | 4533   |
| 6      | Otto Hofer Ruth Hunkeler Doris Ramseier                                         | Renzo Afchadi Renatus                                           | SUI  | 1548 1498 1478      | 4524   |
| 7      | Carl Hester Emile Faurie Laura Fry Carol Anne Parsons                           | Giorgione Virtu Quarryman Vashkar                               | GBR  | 1523 1513 1486 1468 | 4522   |
| 8      | Pia Laus Paolo Margi Daria Camilla Fantoni Laura Conz Dall' Ora                 | Adrett Destino Di Acciarella Sonny Boy Lahti                    | ITA  | 1571 1481 1439 1419 | 4491   |

## eventing

### individueel
| rang   | sporter                 | paard         | land | score   |
| ------ | ----------------------- | ------------- | ---- | ------- |
| Goud   | Matthew Ryan            | Kibah Tic Toc | AUS  | -70.00  |
| Zilver | Herbert Blöcker         | Feine Dame    | GER  | -81.30  |
| Brons  | Blyth Tait              | Messiah       | NZL  | -87.60  |
| 4      | Vicky Latta             | Chief         | NZL  | -87.80  |
| 5      | Andrew Hoy              | Kiwi          | AUS  | -89.40  |
| 6      | Karen Dixon             | Get Smart     | GBR  | -92.40  |
| 7      | Luis Alvarez de Cervera | Mr. Chrisalis | ESP  | -102.20 |
| 8      | Karin Donckers          | Britt         | BEL  | -104.40 |

### team
| rang   | sporter                                                                                              | paard                                               | land | score                           | totaal  |
| ------ | --- | --------------------------------------------------- | ---- | ------------------------------- | ------- |
| Goud   | Matthew Ryan Andrew Hoy Gillian Rolton David Green                                                   | Kibah Tic Toc Kiwi Peppermint Grove Duncan II       | AUS  | -70.00 -89.40 -129.20 RET       | -288.60 |
| Zilver | Blyth Tait Vicky Latta Andrew Nicholson Mark Todd                                                    | Messiah Chief Spinning Rhombus Welton Greylag       | NZL  | -87.60 -87.80 -115.40 DNF       | -290.80 |
| Brons  | Herbert Blöcker Ralf Ehrenbrink Cord Mysegaes Matthias Baumann                                       | Feine Dame Kildare Ricardo Alabaster                | GER  | -81.30 -108.40 -110.40 -157.40  | -300.10 |
| 4      | Karin Donckers Jef Desmedt Willy Sneyers Dirk van der Elst                                           | Britt Dolleman Drum Fatal Love                      | BEL  | -104.40 -108.40 -120.25 -166.40 | -333.05 |
| 5      | Luis Alvarez de Cervera Santiago De la Rocha Mille Fernando Villalón Gómez Santiago Centenera Samper | Mr. Chrisalis Kinvarra B-92 Clever Night Just Dixon | ESP  | -102.20 -122.40 -164.20 EL      | -388.80 |
| 6      | Karen Dixon Mary Thomson Richard Walker Ian Stark                                                    | Get Smart King William Jacana Murphy Himself        | GBR  | -92.40 -105.40 -208.80 DNF      | -406.60 |
| 7      | Yoshihiko Kowata Eiki Miyazaki Kojiro Goto Kazuhiro Iwatani                                          | Hell at Dawn Mystery Cargo Retalic Lord Waterford   | JPN  | -135.80 -137.80 -161.20 -163.20 | -434.80 |
| 8      | Eric Smiley Mairead Curran Melanie Duff Olivia Holohan                                               | Enterprise Watercolour Rathlin Roe Rusticus         | IRL  | -140.40 -149.40 -156.00 -164.20 | -445.80 |

## springconcours

### individueel
| rang   | sporter           | paard           | land | score |
| ------ | ----------------- | --------------- | ---- | ----- |
| Goud   | Ludger Beerbaum   | Classic Touch   | GER  | 0.00  |
| Zilver | Piet Raymakers    | Ratina Z        | NED  | 0.25  |
| Brons  | Norman Dello Joio | Irish           | USA  | 4.75  |
| 4      | Hervé Godignon    | Quidam de Revel | FRA  | 6.25  |
| 5      | Jan Tops          | Top Gun         | NED  | 8.25  |
| 6      | Maria Gretzer     | Marcoville      | SWE  | 10.25 |
| 7      | Ludo Philippaerts | Darco           | BEL  | 12.25 |
| 8      | Merethe Jensen    | Maxime          | DEN  | 12.75 |

### team
| rang   | sporter | paard                                                  | land | score                  | totaal |
| ------ | --- | ------------------------------------------------------ | ---- | ---------------------- | ------ |
| Goud   | Jos Lansink Piet Raymakers Jan Tops Bert Romp                                                                                | Egano Ratina Z Top Gun Waldo E                         | NED  | 0.00 4.00 8.00 40.25   | 12.00  |
| Zilver | Thomas Frühmann Hugo Simon Jörg Münzner Boris Boor                                                                           | Genius Apricot D Graf Grande Love Me Tender            | AUT  | 0.00 4.00 12.75 DNF    | 16.75  |
| Brons  | Hervé Godignon Hubert Bourdy Eric Navet Michel Robert                                                                        | Quidam de Revel Razzia du Poncel Quito de Baussy Nonix | FRA  | 4.75 12.00 16.00 20.25 | 24.75  |
| 4      | Luis Astolfi Pérez de Guzmán Luis Alvarez de Cervera Enrique Sarasola Marulanda Cayetano Martínez de Irujo Fitz James Stuart | Fino B-92 Let's Go B-92 Minstrel Palestro II           | ESP  | 4.00 5.50 16.00 21.00  | 25.50  |
| 5      | Lesley McNaught-Mändli Thomas Fuchs Markus Fuchs Willi Melliger                                                              | Pirol B Dylano Shandor II Quinta C                     | SUI  | 8.00 12.00 23.50       | 28.00  |
| 5      | Michael Matz Lisa Jacquin Norman Dello Joio Anne Kursinski                                                                   | Heisman For the Moment Irish Cannonball                | USA  | 4.00 8.00 20.00 DNF    | 28.00  |
| 7      | John Whitaker Michael Whitaker Timothy Grubb Nick Skelton                                                                    | Milton Monsanta Denizen Dollar Girl                    | GBR  | 4.00 8.00 17.00 28.75  | 28.75  |
| 8      | Peter Eriksson Maria Gretzer Ulrika Hedin Henrik Lannér                                                                      | Moritz Marcoville Lipton Cantadou                      | SWE  | 0.00 13.00 24.00 32.25 | 37.00  |

## Medaillespiegel
| rang   | land             | goud | zilver | brons | totaal |
| ------ | ---------------- | ---- | ------ | ----- | ------ |
| 1      | Duitsland        | 3    | 2      | 2     | 7      |
| 2      | Australië        | 2    | 0      | 0     | 2      |
| 3      | Nederland        | 1    | 2      | 0     | 3      |
| 4      | Nieuw-Zeeland    | 0    | 1      | 1     | 2      |
| 5      | Oostenrijk       | 0    | 1      | 0     | 1      |
| 6      | Verenigde Staten | 0    | 0      | 2     | 2      |
| 7      | Frankrijk        | 0    | 0      | 1     | 1      |
| totaal | totaal           | 6    | 6      | 6     | 18     |

Parijs 1900 · 
Stockholm 1912 · 
Antwerpen 1920 · 
Parijs 1924 · 
Amsterdam 1928 · 
Los Angeles 1932 · 
Berlijn 1936 · 
Londen 1948 · 
Helsinki 1952 · 
Melbourne 1956 · 
Rome 1960 · 
Tokio 1964 · 
Mexico-stad 1968 · 
München 1972 · 
Montréal 1976 · 
Moskou 1980 · 
Los Angeles 1984 · 
Seoel 1988 · 
Barcelona 1992 · 
Atlanta 1996 · 
Sydney 2000 · 
Athene 2004 · 
Peking 2008 · 
Londen 2012 · 
Rio de Janeiro 2016 · 
Tokio 2020 · 
Parijs 2024 · 
Los Angeles 2028
Medaillewinnaars
Atletiek · Badminton · Basketbal · Boksen · Boogschieten · Gewichtheffen · Gymnastiek · Handbal · Hockey · Honkbal · Judo · Kanovaren · Moderne vijfkamp · Paardensport · Pelota (demonstratie) · Roeien · Rolhockey (demonstratie) · Schermen · Schietsport · Schoonspringen · Synchroonzwemmen · Taekwondo (demonstratie) · Tafeltennis · Tennis · Voetbal · Volleybal · Waterpolo · Wielersport · Worstelen · Zeilen · Zwemmen